# Takuya Iwata
Takuya Iwata (岩田 拓也 Iwata Takuya?), född 14 juli 1994 i Tokyo prefektur, är en japansk fotbollsspelare.
Iwata började sin karriär 2017 i Thespakusatsu Gunma.